# Ken Masters
Pour les articles homonymes, voir Ken.
Kenneth "Ken" Masters (ケン・マスターズ, Ken Masutāzu) est un personnage de fiction issu de la franchise Street Fighter, de Capcom,. Fils d'un riche homme d'affaires américain, Ken est un expert en arts martiaux et le frère d'armes de Ryu (le principal protagoniste de la série). Il fait sa première apparition dans l'opus inaugural, Street Fighter premier du nom, sorti en 1987 sur bornes d'arcade.

## Biographie fictive
Ken naît le 14 février 1965, de père américain et de mère japonaise. Il est l'ex-camarade d'entraînement et le rival de son ami Ryu. Il apparait dès le premier épisode de la franchise, même s'il n'était jouable à cette époque que par le second joueur. Lorsqu'il était enfant, Ken était un garçon difficile à vivre, toujours bagarreur, capricieux et égoïste. Ce nouveau comportement est dû à la mort de sa mère, Yuki. Depuis ce jour, Ken refuse d'adresser la parole à son père, se renfermant sur lui-même. Ne supportant plus cette situation, son père l'envoie au dojo de maître Gouken afin de lui enseigner la discipline, ainsi que les arts martiaux. Ce dernier accepte de le former à l'art martial du Ansatsuken, tout comme Ryu. Au contact du Japonais, le jeune homme va finir par changer d'attitude et devenir ami avec lui.  Ken avait à l'époque exactement les mêmes coups que Ryu, mais, au fil des volets successifs de la série, les deux combattants se sont différenciés de plus en plus, rendant Ken plus rapide et orienté vers le Shoryuken (ou Dragon Punch) mais moins puissant que le Japonais progressant au niveau du Hadoken (boule de ki). Ken permet souvent des combos plus longs (composés d'un plus grand nombre de coups), alors que Ryu enlève beaucoup d'énergie à l'adversaire avec de courts enchaînements.
Selon l'histoire du jeu, le maître de Ken et Ryu fut tué par son propre frère, Akuma (Gouki au Japon) sous les yeux de Ken, qui venait de remporter le tournoi des États-Unis d'arts martiaux (compétition qu'il remportera trois fois de suite).
En dehors du ring, Ken est l'archétype du « beau gosse » californien : fils d'un riche homme d'affaires, il est souvent dragueur, frimeur et cultive un style de vie à base de fêtes et de virées en boîte de nuit. Paradoxalement, il arrive à concilier la rigueur de l'entraînement (il remportera le tournoi d'art martiaux des États-Unis de nombreuses fois) et la débauche. 
Il se montre souvent agaçant dans ses moments de victoire (à l'inverse de Ryu, qui tient au respect de ses adversaires) mais c'est quelqu'un de fondamentalement bon et un ami loyal. Il aidera Ryu à repartir de l'avant, après que celui-ci eut été perturbé par sa première rencontre avec Akuma, et volera à son secours quand M. Bison tentera d'en faire son esclave.
Sa femme se nomme Eliza. Elle le retrouve à la fin de son dernier combat dans Street Fighter II, et les deux se marient ensuite. À la fin du jeu Street Fighter IV, Ken rend visite à sa femme à l'hôpital qui a donné naissance à un garçon, Mel Masters.

## Apparitions et doublages
| Année | Œuvre                                                 | Doublages       | Doublages      | Doublages        |
| Année | Œuvre                                                 | Japonais        | Américain      | Français         |
| ----- | ----------------------------------------------------- | --------------- | -------------- | ---------------- |
| 1994  | Street Fighter II: The Animated Movie                 | Kenji Haga      | Eddie Frierson | Philippe Vincent |
| 1995  | Street Fighter 2 V                                    | Kenji Haga      | Jason Douglas  | Benoit Grimmiaux |
| 1995  | Street Fighter: The Movie                             | Nobuyuki Hiyama | —              | Luc Boulad       |
| 1995  | Street Fighter Alpha (trilogie)                       | Tetsuya Iwanaga | —              |                  |
| 1996  | Street Fighter EX (trilogie)                          | Tetsuya Iwanaga | —              |                  |
| 1996  | Marvel vs. Capcom                                     | Tetsuya Iwanaga | —              |                  |
| 1996  | Super Puzzle Fighter II Turbo                         | Tetsuya Iwanaga | —              |                  |
| 1997  | Street Fighter III: New Generation                    | Koji Tobe       | —              |                  |
| 1997  | Street Fighter III: 2nd Impact - Giant Attack         | Koji Tobe       | —              |                  |
| 1999  | Street Fighter EX 2 Plus                              | Go Yamane       | —              |                  |
| 1999  | Street Fighter III: 3rd Strike - Fight for the Future | Yūji Kishi      | —              |                  |
| 2000  | Street Fighter Alpha (animation)                      | Kazuya Ichijō   | Steven Blum    |                  |
| 2000  | Capcom vs. SNK: Millennium Fight 2000                 | Yuji Kishi      | —              |                  |
| 2001  | Capcom vs. SNK 2: Mark of the Millennium 2001         | Yuji Kishi      | —              |                  |
| 2003  | SNK vs. Capcom: SVC Chaos                             | Monster Maezuka | —              |                  |
| 2005  | Namco X Capcom                                        | Tetsuya Iwanaga | —              |                  |
| 2009  | Street Fighter IV                                     | Yuji Kishi      | Reuben Langdon |                  |
| 2012  | Street Fighter X Tekken                               | Yuji Kishi      | Reuben Langdon |                  |
| 2015  | Street Fighter V                                      | Yuji Kishi      | Reuben Langdon |                  |
| 2018  | Super Smash Bros. Ultimate                            | Yūji Kishi      | Reuben Langdon |                  |

Ken apparaît également dans le jeu mobile Combo Crew.